# Eider-Treene-Sorge-Niederung
Eider-Treene-Sorge-Niederung este o arie protejată (arie de protecție specială avifaunistică — SPA) din Germania întinsă pe o suprafață de 15.014 ha, integral pe uscat.

## Localizare
Centrul sitului Eider-Treene-Sorge-Niederung este situat la coordonatele 54°21′14″N 9°19′34″E / 54.3539°N 9.3261°E.

## Înființare
Situl Eider-Treene-Sorge-Niederung a fost declarat arie de protecție specială avifaunistică în septembrie 2004 pentru a proteja 25 de specii de animale.

## Biodiversitate
Situată în ecoregiunea atlantică, aria protejată nu include niciun habitat protejat.
La baza desemnării sitului se află mai multe specii protejate de  păsări (25): ciocârlie-de-câmp (Alauda arvensis), rață cârâitoare (Anas querquedula), ciuf de câmp (Asio flammeus), buhai de baltă (Botaurus stellaris stellaris), chirighiță neagră (Chlidonias niger), barză albă (Ciconia ciconia ciconia), erete de stuf (Circus aeruginosus), erete vânăt (Circus cyaneus), erete cenușiu (Circus pygargus), prepeliță (Coturnix coturnix), cristeiul de câmp (Crex crex), Cygnus columbianus bewickii, lebădă de iarnă (Cygnus cygnus), becațină comună (Gallinago gallinago), Grus grus grus, sfrâncioc roșiatic (Lanius collurio), Limosa limosa limosa, Luscinia svecica cyanecula, Numenius arquata arquata, bătăuș (Philomachus pugnax), ploier auriu (Pluvialis apricaria), cresteț pestriț (Porzana porzana), mărăcinar (Saxicola rubetra), fluierarul cu picioare roșii (Tringa totanus), nagâț (Vanellus vanellus).